# Santos André e Gregório no Monte Celio (título cardinalício)
Santos André e Gregório no Monte Celio (em latim, Ss. Andreae et Gregorii ad Clivum Scauri) é um título cardinalício instituído em 8 de junho de 1839 pelo Papa Gregório XVI, quando da supressão do título de Santo Eusébio.

## Titulares protetores
- Ambrogio Bianchi, O.S.B.Cam. (1839-1856)
- Michele Viale-Prelà (1856-1860)
- Angelo Quaglia (1861-1872)
- Henry Edward Manning (1875-1892)
- Herbert Vaughan (1893-1903)
- Alessandro Lualdi (1907-1927)
- Jusztinián György Serédi, O.S.B. (1927-1945)
- Bernard William Griffin (1946-1956)
- John Francis O'Hara, C.S.C. (1958-1960)
- José Humberto Quintero Parra (1961-1984)
- Edmund Casimir Szoka (1988 - 2014)
- Francesco Montenegro (desde 2015)